# Mariene ecoregio Cocos-Keeling/Christmaseiland
De Mariene ecoregio Cocos-Keeling/Christmaseiland (120) (Engels: Cocos-Keeling/Christmas Island marine ecoregion) is een biogeografische regio en ligt in het oosten van de Indische Oceaan in de Mariene provincie Transitioneel Java (27) in het Marien rijk Centrale Indo-Pacific. De mariene ecoregio is vastgesteld door het World Wide Fund for Nature en The Nature Conservancy en is vernoemd naar de Cocoseilanden en Christmaseiland.
In het noordoosten grenst het gebied aan de mariene ecoregio Zuidelijk Java (119).

## Geografie
De mariene ecoregio ligt in het oosten van de Indische Oceaan rond de Cocoseilanden en Christmaseiland, beide een extern territorium van Australië en bestaat uit twee gebieden. Het oostelijke gebied bevindt zich in de wateren rond de Cocoseilanden, het westelijke gebied in de wateren rond Christmaseiland.
Door het gebied stroomt de Indische Equatoriale tegenstroom.

## Biogeografie
Het gebied kent zeeleven dat houdt van tropische temperaturen.